# Brasão de armas do Botswana
O Brasão de armas do Botswana consiste em um campo branco no qual aparecem três faixas azuis onduladas no centro que representam a confiança de Botswana na água, três rodas dentadas acopladas que representam a indústria, e um touro na base que simboliza a indústria de gado. O brasão está sustentado por duas zebras, uma que sustenta uma presa de elefante, representando a fauna natural do país e outra que sustenta uma espiga de sorgo, um produto agrícola importante do país. Na parte inferior, um pergaminho onde se lê o lema nacional "Pula" (Chove). Este lema ressalta a importância que tem a água para Botswana.